# Piolho-negro-da-fava
O piolho-negro-da-fava (Aphis fabae ou Doralis fabae)  é um afídio da família Aphididae. Apesar do seu nome vulgar, não colonizam apenas as favas, mas são, pelo contrário, afídeos altamente polífagos, atacando diversos tipos de plantas (mais de 200 identificadas, incluindo a beterraba, leguminosas, batatas, cenouras, tabaco e plantas ornamentais). A espécie é ainda designada em português como afídio-do-feijão-preto, afídeo-do-feijão-preto, pulgão-do-feijão-preto ou piolho-do-feijão-preto - ou, talvez com mais propriedade, afídio-preto-do-feijão e suas variantes, embora estes nomes pareçam derivar apenas de uma tradução literal do nome vulgar em inglês; Black bean aphid) As formas ápteras, adultas, caracterizam-se pela sua cor verde escura ou negra, incluindo a cabeça, antenas e sifúnculos. Estes últimos não são maiores que a cauda. Os seus membros articulados, contudo, são bastante mais claros, ainda que as extremidades mantenham a cor escura. O seu abdómen é piriforme (com forma de pêra). As virgo alatae (fêmeas virginíparas com asas) têm um corpo mais alongado, com o tórax e cabeça de um negro brilhante e antenas menores que dois terços do comprimento do corpo. As asas repousam sobre o corpo com um telhado. Têm uma reprodução particularmente prolífica, constituindo uma séria praga para agricultores, ao afectar a produtividade e aspecto das plantas, bem como pelo facto de serem importantes vectores de vírus de plantas.
Os ovos, que mantêm a espécie durante o inverno, são depositados na casca das espécies Euonymus europea, Viburnum opulus (noveleira) e laranja Mock (género Philadelphus). Os ovos eclodem em Março, dando origem a fundatrizes que darão origem a diversas virgo apterae (fêmeas virginíparas sem asas) que darão à luz, por sua vez, as virgo alatae que colonizarão outras plantas (hospedeiras secundárias). As formas sexúparas, aladas, aparecem no Outono. Os ovos são postos de novo nos hospedeiros primários, em Outubro, e o ciclo recomeça.